# 141 v.Chr.
141 v.Chr. is een jaartal volgens de christelijke jaartelling.

## Gebeurtenissen

### Italië
- In Rome wordt Publius Cornelius Scipio Nasica benoemd tot het ambt van pontifex maximus.

### Palestina
- Simon de Makkabeeër (141 - 134 v.Chr.) wordt uitgeroepen tot hogepriester en koning (ethnarch) van de Hasmonese-dynastie. Hij sticht de onafhankelijke staat Israël, het Seleuciden leger trekt zich terug uit Jeruzalem.

### Parthië
- Mithridates I de Grote verovert Seleucia", de "koningsstad" van het Seleucidenrijk. In een veldslag wordt de 20-jarige Demetrius II Nicator door de Parthen krijgsgevangen gemaakt. In gevangenschap trouwt hij met Rhodogune, een dochter van Mithridates I.

### Europa
- Koning Samuil (141 - 135 v.Chr.) volgt zijn vader Redechius op als heerser van Brittannië.

### China
- Keizer Han Wudi (141 - 87 v.Chr.) volgt zijn vader Han Jingdi op en bestijgt de troon van het Chinese Keizerrijk. Het rijk wordt verdeeld in 25 koninkrijken, hij introduceert het staatsonderwijs en ambtenaren moeten examens afleggen. Han Wudi onderneemt een veldtocht aan de noordgrens tegen de Xiongnu-nomaden, een Chinees expeditieleger van ± 100.000 man verdrijft hen naar het Westen.

## Geboren
- Antiochus VIII Grypos (~141 v.Chr. - ~96 v.Chr.), koning van het Seleucidenrijk (Syrië)

## Overleden
- Han Jingdi (~188 v.Chr. - ~141 v.Chr.), keizer van het Chinese Keizerrijk (47)